# 吉田えりか
吉田 えりか（よしだ えりか）は、日本の元AV女優。
身長：153cm 、スリーサイズ：B88・W57・H85 、Gカップ。
吉田絵理香、吉岡恵子、りか、たわわ実名義での出演作品がある。

## 略歴
- 1998年にAVデビュー。

現在は引退している。

## 作品

### アダルトビデオ
[ビデオ倫系]
- AVアクターズスクール アソコもお尻もガバガバにしたれッ!!（アテナ映像）
- 美乳BIG4 乳とアソコの谷で抜きまくれ！！（アテナ映像）
- ザ・カメラテスト「どうしてナメるのッ入れちゃダメェ～!!」（アテナ映像）
- 真夜中のフィットネスクラブ デカパイハイレグスペシャル（アテナ映像）
- 巨乳制服図鑑（アテナ映像）
- エロ乳 ～とってもボインざんすの巻（BAZOOKA BZ-01）
- 憧れの巨乳娘（シャッフル SFL-077）
- 私を女優にして下さい 世田谷・八戸・新宿～（V&Rプランニング）
- 人妻SEXフレンド募集ビデオ(2)（EROTICA）
- 女子校生ストリッパーズ（ビースバル BSP1222）
- 私が巨乳でシテあげる（ケー・ティー・ファクトリー KT-110）
- SEX味くらべ（マックス・エー）
- 素人ギャルズ LEVEL A(1)
- 真女子校生裏パーティVOL.11
- 素人玩具専科
- vivaおっぱいバストofバスト3
- 現役女子大生その5 課外授業
- 人妻たちの白昼夢
- 口淫倶楽部 女子校生特訓編
- 巨乳のお姉さんは好きですか
- 高級脚フェチ専科
- 女子校生SEXフレンド募集ビデオ2
- 甘えん坊バンザイ
- 綺麗な奥さんは好きですか?4

[インディーズ系]
- おまんこ解禁中出しファック!（販売:グローリークエスト・制作:REDSUN RS-16）
- 巨乳ママ（アブノーマル企画 JBM‐01）※下2つ同一内容
- 巨乳美少女伝説えり FINAL(3)（COLOSSEUM）
- 巨乳美少女伝説えり FINAL(4)（COLOSSEUM）
- 自転車お姉さん（制作ジュックン JKN-04）
- 超乳天国（ホルスタイン HS-02）※吉岡恵子名義
- 美乳女子高生えり18歳Gカップ(1)（オーロラプロジェクトAP-7）
- 美乳女子高生えり18歳Gカップ(2)（オーロラ・プロジェクトAP-8）
- ねっとり肉汁（NEVER NEVERNE-01）※下3つ同一内容
- 悶乳エロ女（MILLENNIUM DRAGON）
- 巨乳美少女伝説えり もう一度…(1)（COLOSSEUM）
- 巨乳美少女伝説えり もう一度…(2)（COLOSSEUM）
- ミセス受精（販売ザーメンクラブ 制作中出しプロジェクトMJ‐12）
- 露出デート5（販売:WINK・制作:プールクラブ KS-05）※りか名義
- 吉田絵理香 finalSPECIAL（販売グローリークエスト GLO-04）
- Gカップ家庭教師（セクシー進学会 SS-02）
- 口淫倶楽部 女子校生特訓編 えりか他3名（K's KS-004）
- 陵辱レイプ 白衣無惨（MAD MD-15）
- ボディクリーニング（サイデック  WHV-080）
- 爆乳デカブラ天国3（DHOUSE  DX-003）
- 巨乳恥態